# ヴェリア (ギリシャ)
ヴェリア (ギリシア語: Βέροια, Βέρροια) / Veria）は、中央マケドニア地方の都市で、イマティア県の県都。首都アテネから511km北東に位置する。古代の再建音を用いてベロイアの表記もみられる。
ギリシャの中でもヴェリアの歴史は古く、紀元前432年にトゥキディデスの記録で初出しており、紀元前1000年に人類が居住している証拠もある。ヴェリアはマケドニア王ピリッポス2世（アレクサンドロス大王の父）の重要な領土であった。使徒パウロはこの地で説教をしたのが有名で、ローマ帝国のなかでも住民が初めてキリスト教徒となった。東ローマ帝国、オスマン帝国時代でもギリシャ文化の中心地であった。今日、ヴェリアは中央マケドニア地域の中心地である。
ピリッポス2世の墳墓を含むユネスコの世界遺産であるヴェルギナの遺跡は、ヴェリア市街地から南東に12kmの位置にある。
2011年の行政改革で、アポストロス・パヴロス、ドヴラス、マケドニダ、ヴェルギナ、ヴェリアの5つの旧市が合併し、現在のヴェリア市となった。

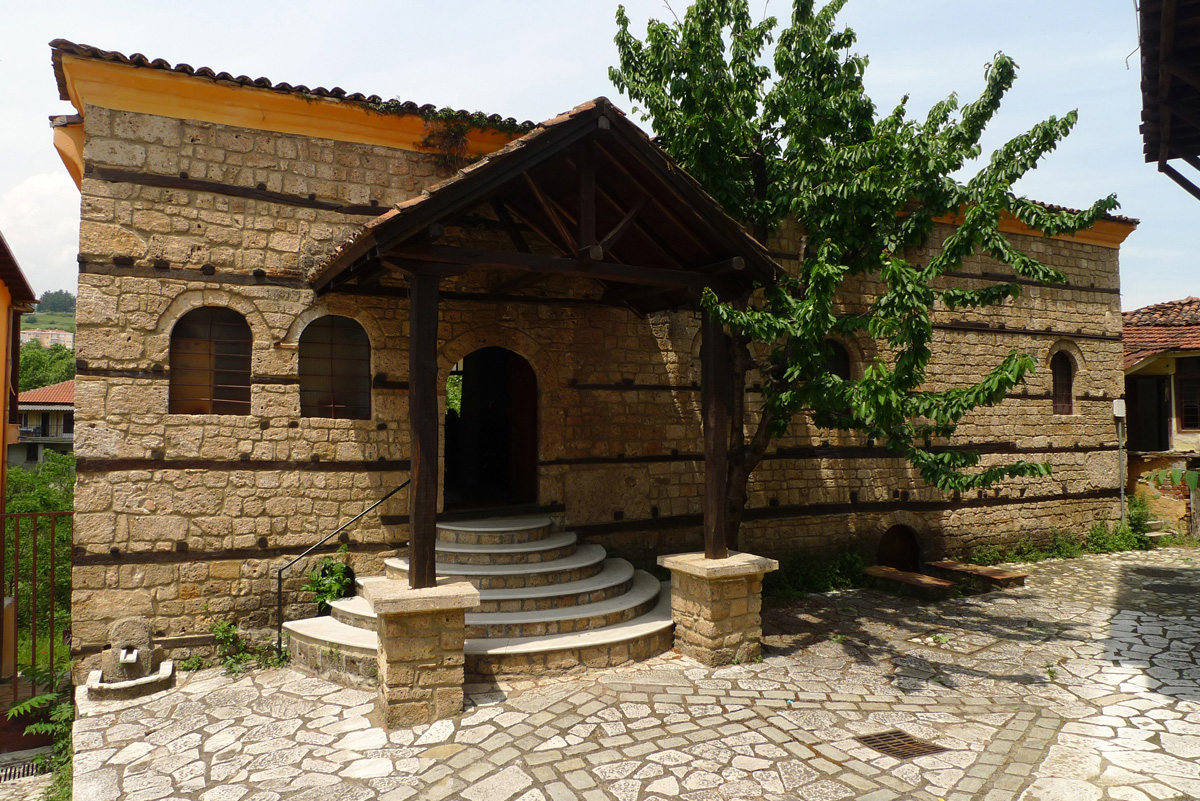
ユダヤ人のシナゴーグ。ヴェリアは第二次世界大戦までは、ロマニオットの居住地区であった

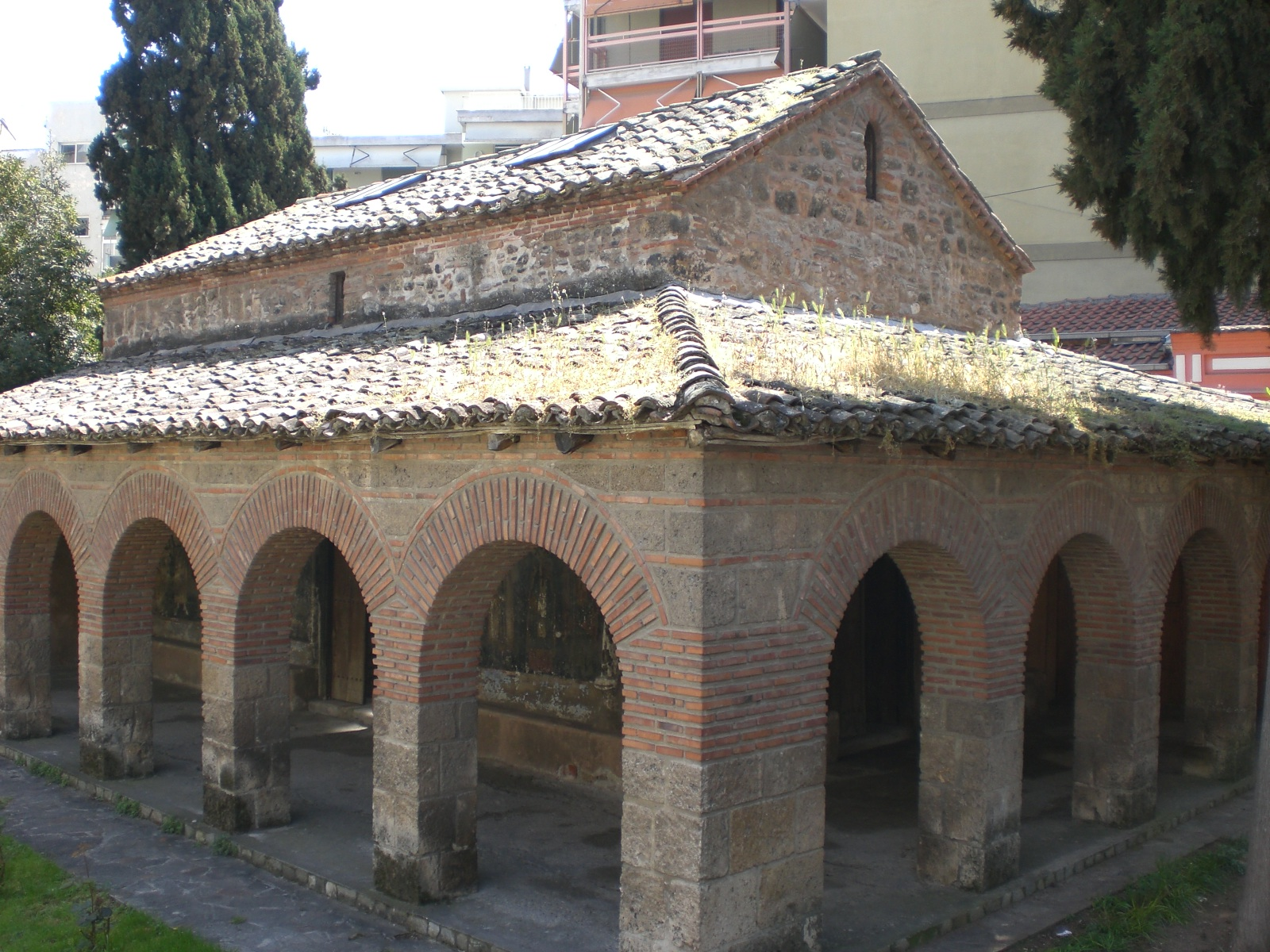
東ローマ帝国時代の「キリスト復活教会」